# Mastacembelus brachyrhinus
Espèce
Statut de conservation UICN

 LC  : Préoccupation mineure
Synonymes
- Caecomastacembelus brachyrhinus (Boulenger, 1899)[1]

Mastacembelus brachyrhinus est une anguille épineuse de la famille des Mastacembelidae.

## Localité
Cette "masta" est endémique de l'Afrique en République démocratique du Congo,.

## Taille
Cette espèce mesure une taille maximale de 16,4 centimètres.